# Liste des monuments aux morts en Loire-Atlantique
 (avril 2023).
Pour un article plus général, voir Liste des œuvres d'art de la Loire-Atlantique.
Cet article vise à recenser les monuments aux morts en Loire-Atlantique, en France.

## Liste
Les monuments sont classés par ordre alphabétique de communes, ou anciennes communes. Si une commune possède plusieurs monuments, ils sont classés par ordre chronologique des conflits commémorés.
| Œuvre                                                              | Auteur                                                      | Commune                          | Localisation | Notes | Installation                                    | Coordonnées                                     | Illustration                                                       |
| ------------------------------------------------------------------ | ----------------------------------------------------------- | -------------------------------- | --- | --- | ----------------------------------------------- | ----------------------------------------------- | ------------------------------------------------------------------ |
| Monument aux morts                                                 | À déterminer                                                | Abbaretz                         | Place des Anciens-Combattants (rues St-Symphorien / Boulay-Paty)                                                  | | À déterminer                                    | 47° 33′ 10″ nord, 1° 31′ 49″ ouest              | Monument aux morts                                                 |
| Monument commémoratif de la libération d'Ancenis                   | À déterminer                                                | Ancenis                          | Boulevard Joubert                                                                                                 | | À déterminer                                    | 47° 21′ 47″ nord, 1° 10′ 44″ ouest              | Monument commémoratif de la libération d'Ancenis                   |
| Monument aux morts                                                 | À déterminer                                                | Ancenis                          | Place du Maréchal-Foch                                                                                            | | À déterminer                                    | 47° 21′ 56″ nord, 1° 10′ 37″ ouest              | Monument aux morts                                                 |
| Monument aux morts                                                 | À déterminer                                                | Ancenis                          | Le Pré-Rouge, Île Coton                                                                                           | À la mémoire des Abbés J. Brigard & M. Brouard & de Mrs J. Aze & D. Rubens morts pour la France arrêtés en ce lieu le 12.8.44 & fusillés le lendemain au Landreau. Passants, priez pour eux. | À déterminer                                    | 47° 21′ 05″ nord, 1° 12′ 03″ ouest              | Monument aux morts                                                 |
| Monument aux morts d'Anetz                                         | À déterminer                                                | Anetz (Vair-sur-Loire)           | En l'église Saint-Clément                                                                                         | | À déterminer                                    | 47° 22′ 54″ nord, 1° 06′ 10″ ouest              | Monument aux morts d'Anetz                                         |
| Monument aux morts d'Arthon-en-Retz                                | À déterminer                                                | Arthon-en-Retz (Chaumes-en-Retz) | Dans le cimetière                                                                                                 | | À déterminer                                    | à géolocaliser                                  | Image manquante                                                    |
| Monument aux morts de la Sicaudais                                 | À déterminer                                                | Arthon-en-Retz (Chaumes-en-Retz) | Dans le cimetière de Sicaudais                                                                                    | | À déterminer                                    | à géolocaliser                                  | Image manquante                                                    |
| Monument aux morts                                                 | À déterminer                                                | Assérac                          | Dans le cimetière                                                                                                 | | À déterminer                                    | 47° 25′ 51″ nord, 2° 23′ 23″ ouest              | Monument aux morts, Assérac                                        |
| Monument aux morts                                                 | À déterminer                                                | Avessac                          | À déterminer | | À déterminer                                    | à géolocaliser                                  | Image manquante                                                    |
| Monument aux morts                                                 | À déterminer                                                | Basse-Goulaine                   | Dans le cimetière                                                                                                 | | À déterminer                                    | à géolocaliser                                  | Image manquante                                                    |
| Monument aux morts                                                 | À déterminer                                                | Batz-sur-Mer                     | Sur la place du Mûrier                                                                                            | | À déterminer                                    | 47° 16′ 36″ nord, 2° 28′ 50″ ouest              | Monument aux morts                                                 |
| Monument aux morts de la Seconde Guerre mondiale                   | À déterminer                                                | Batz-sur-Mer                     | À déterminer | | À déterminer                                    | à géolocaliser                                  | Image manquante                                                    |
| Monument aux morts                                                 | À déterminer                                                | La Baule-Escoublac               | Sur la place du 18-juin-1940                                                                                      | | À déterminer                                    | à géolocaliser                                  | Image manquante                                                    |
| Monument aux morts d'Escoublac                                     | À déterminer                                                | La Baule-Escoublac               | Sur la place de l'Église                                                                                          | | À déterminer                                    | à géolocaliser                                  | Image manquante                                                    |
| Monument aux morts                                                 | À déterminer                                                | La Bernerie-en-Retz              | Dans le cimetière                                                                                                 | | À déterminer                                    | 47° 04′ 47″ nord, 2° 01′ 52″ ouest              | Monument aux morts, La Bernerie-en-Retz                            |
| Monument aux morts                                                 | À déterminer                                                | Besné                            | À déterminer | | À déterminer                                    | à géolocaliser                                  | Image manquante                                                    |
| Monument aux morts                                                 | À déterminer                                                | Le Bignon                        | À déterminer | | À déterminer                                    | à géolocaliser                                  | Image manquante                                                    |
| Monument aux morts                                                 | À déterminer                                                | Blain                            | Dans le cimetière                                                                                                 | | À déterminer                                    | à géolocaliser                                  | Image manquante                                                    |
| Monument aux morts                                                 | À déterminer                                                | La Boissière-du-Doré             | Rues de Vallet / des Mauges                                                                                       | | À déterminer                                    | 47° 13′ 55″ nord, 1° 13′ 09″ ouest              | Monument aux morts                                                 |
| Monument aux morts                                                 | À déterminer                                                | Bonnœuvre                        | Dans le cimetière                                                                                                 | | À déterminer                                    | à géolocaliser                                  | Image manquante                                                    |
| Monument aux morts                                                 | À déterminer                                                | Bouaye                           | À déterminer | | À déterminer                                    | à géolocaliser                                  | Image manquante                                                    |
| Monument aux morts                                                 | À déterminer                                                | Bouée                            | Dans le cimetière                                                                                                 | | À déterminer                                    | à géolocaliser                                  | Image manquante                                                    |
| Monument aux morts                                                 | À déterminer                                                | Bouguenais                       | Dans le cimetière                                                                                                 | | À déterminer                                    | à géolocaliser                                  | Image manquante                                                    |
| Monument aux morts                                                 | À déterminer                                                | Boussay                          | Dans le cimetière                                                                                                 | | À déterminer                                    | à géolocaliser                                  | Image manquante                                                    |
| Monument commémoratif de la reddition de la poche de Saint-Nazaire | À déterminer                                                | Bouvron                          | À déterminer | | À déterminer                                    | 47° 24′ 57″ nord, 1° 51′ 14″ ouest              | Monument commémoratif de la reddition de la poche de Saint-Nazaire |
| Monument aux morts                                                 | À déterminer                                                | Bouvron                          | Dans le cimetière                                                                                                 | | À déterminer                                    | à géolocaliser                                  | Monument aux morts                                                 |
| Monument aux morts                                                 | À déterminer                                                | Brains                           | Dans le cimetière                                                                                                 | | À déterminer                                    | 47° 10′ 12″ nord, 1° 43′ 27″ ouest              | Monument aux morts, Brains                                         |
| Monument aux morts                                                 | À déterminer                                                | Campbon                          | Sur la place de l'Église                                                                                          | | À déterminer                                    | à géolocaliser                                  | Image manquante                                                    |
| Monument aux morts de 1870-71                                      | À déterminer                                                | Campbon                          | À déterminer | | À déterminer                                    | à géolocaliser                                  | Image manquante                                                    |
| Monument aux morts                                                 | À déterminer                                                | Carquefou                        | Square du Chanoine-le-Corvec / place Saint-Pierre                                                                 | | À déterminer                                    | 47° 17′ 47″ nord, 1° 29′ 35″ ouest              | Monument aux morts                                                 |
| Poilu blessé (monument aux morts)                                  | Jules Déchin                                                | Casson                           | Dans le cimetière                                                                                                 | | À déterminer                                    | à géolocaliser                                  | Image manquante                                                    |
| Monument aux morts                                                 | À déterminer                                                | Le Cellier                       | À déterminer | | À déterminer                                    | à géolocaliser                                  | Image manquante                                                    |
| Monument aux morts                                                 | À déterminer                                                | La Chapelle-sur-Erdre            | À déterminer | | À déterminer                                    | à géolocaliser                                  | Image manquante                                                    |
| Monument aux morts                                                 | À déterminer                                                | La Chapelle-Glain                | Dans le cimetière                                                                                                 | | À déterminer                                    | à géolocaliser                                  | Image manquante                                                    |
| Monument aux morts                                                 | À déterminer                                                | La Chapelle-Heulin               | Dans le cimetière                                                                                                 | | À déterminer                                    | à géolocaliser                                  | Image manquante                                                    |
| Monument aux morts                                                 | À déterminer                                                | La Chapelle-Launay               | À déterminer | | À déterminer                                    | à géolocaliser                                  | Image manquante                                                    |
| Monument aux morts                                                 | À déterminer                                                | La Chapelle-des-Marais           | À déterminer | | À déterminer                                    | à géolocaliser                                  | Image manquante                                                    |
| Mémorial des Fusillés                                              | Antoine Rohal                                               | Châteaubriant                    | Dans la carrière des Fusillés                                                                                     | | 1950                                            | à géolocaliser                                  | Mémorial des Fusillés                                              |
| Monument aux morts de la Première Guerre mondiale                  | À déterminer                                                | Châteaubriant                    | À déterminer | | À déterminer                                    | à géolocaliser                                  | Image manquante                                                    |
| Monument aux morts                                                 | À déterminer                                                | Château-Thébaud                  | Dans le cimetière                                                                                                 | | À déterminer                                    | à géolocaliser                                  | Image manquante                                                    |
| Monument commémoratif                                              | À déterminer                                                | Chaumes-en-Retz                  | À déterminer | | À déterminer                                    | à géolocaliser                                  | Image manquante                                                    |
| Monument aux morts                                                 | À déterminer                                                | Chauvé                           | Dans le cimetière                                                                                                 | | À déterminer                                    | à géolocaliser                                  | Image manquante                                                    |
| Monument aux morts                                                 | À déterminer                                                | Cheix-en-Retz                    | Dans le cimetière                                                                                                 | | À déterminer                                    | à géolocaliser                                  | Image manquante                                                    |
| Monument aux morts de Chéméré                                      | À déterminer                                                | Chéméré (Chaumes-en-Retz)        | Dans le cimetière                                                                                                 | | À déterminer                                    | à géolocaliser                                  | Image manquante                                                    |
| Monument aux morts                                                 | À déterminer                                                | La Chevallerais                  | Dans le cimetière                                                                                                 | | À déterminer                                    | à géolocaliser                                  | Image manquante                                                    |
| Monument de l'Armée secrète de la Libération Nord                  | À déterminer                                                | La Chevrolière                   | Chantemerle | | À déterminer                                    | à géolocaliser                                  | Image manquante                                                    |
| Monument aux morts                                                 | À déterminer                                                | La Chevrolière                   | À déterminer | | À déterminer                                    | à géolocaliser                                  | Image manquante                                                    |
| Monument aux morts                                                 | À déterminer                                                | Le Clion-sur-Mer                 | Dans le cimetière                                                                                                 | | À déterminer                                    | à géolocaliser                                  | Image manquante                                                    |
| Monument aux morts                                                 | À déterminer                                                | Clisson                          | Église de la Trinité, place de la Trinité                                                                         | | À déterminer                                    | 47° 05′ 18″ nord, 1° 16′ 36″ ouest              | Monument aux morts                                                 |
| Monument aux morts                                                 | À déterminer                                                | Conquereuil                      | Dans le cimetière                                                                                                 | | À déterminer                                    | à géolocaliser                                  | Image manquante                                                    |
| Monument aux morts de La Bénate                                    | À déterminer                                                | La Bénate (Corcoué-sur-Logne)    | Dans le cimetière de la Benate                                                                                    | | À déterminer                                    | à géolocaliser                                  | Image manquante                                                    |
| Monument aux morts de Saint-Étienne-de-Corcoué                     | À déterminer                                                | Corcoué-sur-Logne                | Dans le cimetière                                                                                                 | | À déterminer                                    | à géolocaliser                                  | Image manquante                                                    |
| Monument aux morts de Saint-Jean-de-Corcoué                        | À déterminer                                                | Corcoué-sur-Logne                | À déterminer | | À déterminer                                    | à géolocaliser                                  | Image manquante                                                    |
| Monument aux morts                                                 | À déterminer                                                | Cordemais                        | Dans le cimetière                                                                                                 | | À déterminer                                    | à géolocaliser                                  | Image manquante                                                    |
| Monument aux morts                                                 | À déterminer                                                | Corsept                          | Dans le cimetière                                                                                                 | | À déterminer                                    | à géolocaliser                                  | Image manquante                                                    |
| Monument aux morts                                                 | À déterminer                                                | Couëron                          | Place Charles-de-Gaulle                                                                                           | | À déterminer                                    | 47° 12′ 42″ nord, 1° 43′ 38″ ouest              | Monument aux morts                                                 |
| Monument aux morts                                                 | À déterminer                                                | Couffé                           | Dans le cimetière                                                                                                 | | À déterminer                                    | à géolocaliser                                  | Image manquante                                                    |
| Monument aux morts                                                 | À déterminer                                                | Le Croisic                       | Dans le cimetière                                                                                                 | | À déterminer                                    | à géolocaliser                                  | Image manquante                                                    |
| Monument aux morts                                                 | À déterminer                                                | Le Croisic                       | Le Mont-Esprit | | À déterminer                                    | à géolocaliser                                  | Image manquante                                                    |
| Monument aux morts                                                 | À déterminer                                                | Crossac                          | À déterminer | | À déterminer                                    | à géolocaliser                                  | Image manquante                                                    |
| Monument aux morts                                                 | À déterminer                                                | Derval                           | À déterminer | | À déterminer                                    | à géolocaliser                                  | Image manquante                                                    |
| Monument aux morts de Barbechat                                    | À déterminer                                                | Divatte-sur-Loire                | À déterminer | | À déterminer                                    | à géolocaliser                                  | Image manquante                                                    |
| Monument aux morts de La Chapelle-Basse-Mer                        | À déterminer                                                | Divatte-sur-Loire                | Dans le cimetière                                                                                                 | | À déterminer                                    | à géolocaliser                                  | Image manquante                                                    |
| Monument aux morts                                                 | À déterminer                                                | Donges                           | À déterminer | | À déterminer                                    | à géolocaliser                                  | Image manquante                                                    |
| Monument aux morts                                                 | À déterminer                                                | Drefféac                         | Dans le cimetière                                                                                                 | | À déterminer                                    | à géolocaliser                                  | Image manquante                                                    |
| Monument aux morts                                                 | À déterminer                                                | Erbray                           | À déterminer | | À déterminer                                    | à géolocaliser                                  | Monument aux morts                                                 |
| Monument aux morts                                                 | À déterminer                                                | Fay-de-Bretagne                  | Dans le cimetière                                                                                                 | | À déterminer                                    | 47° 24′ 58″ nord, 1° 47′ 22″ ouest              | Monument aux morts, Fay-de-Bretagne                                |
| Monument aux morts                                                 | À déterminer                                                | Fégréac                          | À déterminer | | À déterminer                                    | à géolocaliser                                  | Image manquante                                                    |
| Monument aux morts                                                 | À déterminer                                                | Fercé                            | À déterminer | | À déterminer                                    | à géolocaliser                                  | Image manquante                                                    |
| Monument aux morts                                                 | À déterminer                                                | Frossay                          | Dans le cimetière                                                                                                 | | À déterminer                                    | à géolocaliser                                  | Image manquante                                                    |
| Monument aux morts                                                 | À déterminer                                                | Le Gâvre                         | À déterminer | | À déterminer                                    | à géolocaliser                                  | Image manquante                                                    |
| Monument aux morts                                                 | À déterminer                                                | Geneston                         | Sur la place du 11-Novembre                                                                                       | | À déterminer                                    | à géolocaliser                                  | Image manquante                                                    |
| Monument aux morts                                                 | À déterminer                                                | Gétigné                          | Dans le cimetière                                                                                                 | | À déterminer                                    | à géolocaliser                                  | Image manquante                                                    |
| Monument aux morts                                                 | À déterminer                                                | Gorges                           | Dans le cimetière                                                                                                 | | À déterminer                                    | à géolocaliser                                  | Image manquante                                                    |
| Monument aux morts                                                 | À déterminer                                                | Grand-Auverné                    | Sur la place du 11-Novembre                                                                                       | | À déterminer                                    | à géolocaliser                                  | Image manquante                                                    |
| Monument aux morts                                                 | À déterminer                                                | Grandchamp-des-Fontaines         | Dans le cimetière                                                                                                 | | À déterminer                                    | à géolocaliser                                  | Image manquante                                                    |
| Monument aux morts                                                 | À déterminer                                                | La Grigonnais                    | À déterminer | | À déterminer                                    | à géolocaliser                                  | Image manquante                                                    |
| Monument aux morts                                                 | À déterminer                                                | Guémené-Penfao                   | À déterminer | | À déterminer                                    | à géolocaliser                                  | Image manquante                                                    |
| Monument aux morts de Beslé-sur-Vilaine                            | À déterminer                                                | Guémené-Penfao                   | Dans le cimetière                                                                                                 | | À déterminer                                    | à géolocaliser                                  | Image manquante                                                    |
| Monument aux morts de Guénouvry                                    | À déterminer                                                | Guémené-Penfao                   | Dans le cimetière de Guénouvry                                                                                    | | À déterminer                                    | à géolocaliser                                  | Image manquante                                                    |
| Monument aux Résistants morts en déportation                       | À déterminer                                                | Guémené-Penfao                   | Rue de l'Hôtel-de-Ville                                                                                           | | À déterminer                                    | à géolocaliser                                  | Image manquante                                                    |
| Monument aux morts                                                 | À déterminer                                                | Guenrouet                        | Dans le cimetière                                                                                                 | | À déterminer                                    | à géolocaliser                                  | Image manquante                                                    |
| Monument aux morts                                                 | À déterminer                                                | Guérande                         | Dans le cimetière                                                                                                 | | À déterminer                                    | à géolocaliser                                  | Image manquante                                                    |
| Monument aux morts de La Madeleine                                 | À déterminer                                                | Guérande                         | Dans le cimetière de La Madeleine                                                                                 | | À déterminer                                    | à géolocaliser                                  | Image manquante                                                    |
| Monument aux morts                                                 | À déterminer                                                | La Haie-Fouassière               | Dans le cimetière                                                                                                 | | À déterminer                                    | à géolocaliser                                  | Image manquante                                                    |
| Monument aux morts                                                 | À déterminer                                                | Haute-Goulaine                   | À déterminer | | À déterminer                                    | à géolocaliser                                  | Image manquante                                                    |
| Monument aux morts                                                 | À déterminer                                                | Herbignac                        | Dans le cimetière                                                                                                 | | À déterminer                                    | à géolocaliser                                  | Image manquante                                                    |
| Monument aux morts                                                 | À déterminer                                                | Héric                            | Dans le cimetière                                                                                                 | | À déterminer                                    | à géolocaliser                                  | Image manquante                                                    |
| Monument aux morts                                                 | À déterminer                                                | Indre                            | Dans le cimetière                                                                                                 | | À déterminer                                    | à géolocaliser                                  | Image manquante                                                    |
| Monument aux morts                                                 | À déterminer                                                | Issé                             | À déterminer | | À déterminer                                    | à géolocaliser                                  | Image manquante                                                    |
| Monument aux morts                                                 | À déterminer                                                | Jans                             | Sur la place de l'Église                                                                                          | | À déterminer                                    | à géolocaliser                                  | Image manquante                                                    |
| Monument aux morts                                                 | À déterminer                                                | Joué-sur-Erdre                   | À déterminer | | À déterminer                                    | à géolocaliser                                  | Image manquante                                                    |
| Monument aux morts de Notre-Dame-des-Langueurs                     | À déterminer                                                | Joué-sur-Erdre                   | Dans le cimetière Notre-Dame-des-Langueurs                                                                        | | À déterminer                                    | à géolocaliser                                  | Image manquante                                                    |
| Monument du Bout-de-Forêt                                          | À déterminer                                                | Juigné-des-Moutiers              | À déterminer | | À déterminer                                    | à géolocaliser                                  | Monument du Bout-de-Forêt                                          |
| Monument aux morts                                                 | À déterminer                                                | Juigné-des-Moutiers              | À déterminer | | À déterminer                                    | à géolocaliser                                  | Image manquante                                                    |
| Monument aux morts                                                 | À déterminer                                                | Le Landreau                      | Dans le cimetière                                                                                                 | | À déterminer                                    | 47° 12′ 21″ nord, 1° 18′ 15″ ouest              | Image manquante                                                    |
| Monument aux fusillés du Pré-Rouge                                 | À déterminer                                                | Le Landreau                      | Le Pré-Rouge (le Bas-Planty), rue des Ouches                                                                      | | À déterminer                                    | 47° 12′ 25″ nord, 1° 19′ 45″ ouest              | Monument aux fusillés du Pré-Rouge, Le Landreau                    |
| Monument aux morts                                                 | À déterminer                                                | Lavau-sur-Loire                  | À déterminer | | À déterminer                                    | à géolocaliser                                  | Image manquante                                                    |
| Monument aux morts                                                 | À déterminer                                                | Legé                             | À déterminer | | À déterminer                                    | à géolocaliser                                  | Image manquante                                                    |
| Monument aux morts                                                 | À déterminer                                                | Ligné                            | À déterminer | | À déterminer                                    | à géolocaliser                                  | Image manquante                                                    |
| Monument aux morts                                                 | À déterminer                                                | La Limouzinière                  | À déterminer | | À déterminer                                    | à géolocaliser                                  | Image manquante                                                    |
| Monument aux morts de Belligné                                     | À déterminer                                                | Loireauxence                     | Dans le cimetière de Belligné                                                                                     | | À déterminer                                    | à géolocaliser                                  | Image manquante                                                    |
| Monument aux morts de La Chapelle-Saint-Sauveur                    | À déterminer                                                | Loireauxence                     | Dans le cimetière de La Chapelle-Saint-Sauveur                                                                    | | À déterminer                                    | à géolocaliser                                  | Image manquante                                                    |
| Monument aux morts de La Rouxière                                  | À déterminer                                                | Loireauxence                     | Dans le cimetière de La Rouxière                                                                                  | | À déterminer                                    | à géolocaliser                                  | Image manquante                                                    |
| Monument aux morts de Varades                                      | À déterminer                                                | Loireauxence                     | Dans le cimetière de Varades                                                                                      | | À déterminer                                    | à géolocaliser                                  | Image manquante                                                    |
| Monument aux morts                                                 | À déterminer                                                | Le Loroux-Bottereau              | Dans le cimetière                                                                                                 | | À déterminer                                    | à géolocaliser                                  | Image manquante                                                    |
| Monument aux morts                                                 | À déterminer                                                | Louisfert                        | À déterminer | | À déterminer                                    | à géolocaliser                                  | Image manquante                                                    |
| Monument aux morts                                                 | À déterminer                                                | Lusanger                         | À déterminer | | À déterminer                                    | à géolocaliser                                  | Monument aux morts                                                 |
| Monument aux morts de Machecoul                                    | À déterminer                                                | Machecoul-Saint-Même             | Dans le cimetière de Machecoul                                                                                    | | À déterminer                                    | à géolocaliser                                  | Image manquante                                                    |
| Monument du Souvenir français                                      | À déterminer                                                | Machecoul-Saint-Même             | Dans le cimetière de Machecoul                                                                                    | | À déterminer                                    | à géolocaliser                                  | Image manquante                                                    |
| Monument aux morts de Saint-Même-le-Tenu                           | À déterminer                                                | Machecoul-Saint-Même             | Dans le cimetière de Saint-Même-le-Tenu                                                                           | | À déterminer                                    | à géolocaliser                                  | Image manquante                                                    |
| Monument aux morts                                                 | À déterminer                                                | Maisdon-sur-Sèvre                | Dans le cimetière                                                                                                 | | À déterminer                                    | à géolocaliser                                  | Image manquante                                                    |
| Monument aux morts                                                 | À déterminer                                                | Malville                         | Dans le cimetière                                                                                                 | | À déterminer                                    | à géolocaliser                                  | Image manquante                                                    |
| Monument aux morts                                                 | À déterminer                                                | La Marne                         | Dans le cimetière                                                                                                 | | À déterminer                                    | à géolocaliser                                  | Image manquante                                                    |
| Monument aux morts                                                 | À déterminer                                                | Marsac-sur-Don                   | Square du Souvenir                                                                                                | | À déterminer                                    | à géolocaliser                                  | Image manquante                                                    |
| Monument aux morts                                                 | À déterminer                                                | Massérac                         | À déterminer | | À déterminer                                    | à géolocaliser                                  | Image manquante                                                    |
| Monument aux morts                                                 | À déterminer                                                | Maumusson                        | Dans le cimetière                                                                                                 | | À déterminer                                    | à géolocaliser                                  | Image manquante                                                    |
| Monument aux morts                                                 | À déterminer                                                | Mauves-sur-Loire                 | Dans le cimetière                                                                                                 | | À déterminer                                    | à géolocaliser                                  | Image manquante                                                    |
| Monument aux morts                                                 | À déterminer                                                | La Meilleraye-de-Bretagne        | À déterminer | | À déterminer                                    | à géolocaliser                                  | Image manquante                                                    |
| Monument aux morts                                                 | À déterminer                                                | Mésanger                         | Dans le cimetière                                                                                                 | | À déterminer                                    | à géolocaliser                                  | Image manquante                                                    |
| Monument aux morts                                                 | À déterminer                                                | Mesquer                          | À déterminer | | À déterminer                                    | à géolocaliser                                  | Image manquante                                                    |
| Monument aux morts                                                 | À déterminer                                                | Missillac                        | Dans le cimetière                                                                                                 | | À déterminer                                    | à géolocaliser                                  | Image manquante                                                    |
| Monument aux morts                                                 | À déterminer                                                | Moisdon-la-Rivière               | À déterminer | | À déterminer                                    | à géolocaliser                                  | Image manquante                                                    |
| Monument aux morts                                                 | À déterminer                                                | Monnières                        | Dans le cimetière                                                                                                 | | À déterminer                                    | à géolocaliser                                  | Image manquante                                                    |
| Monument aux morts                                                 | À déterminer                                                | La Montagne                      | Dans le cimetière                                                                                                 | | À déterminer                                    | à géolocaliser                                  | Image manquante                                                    |
| Monument aux morts                                                 | À déterminer                                                | Montbert                         | À déterminer | | À déterminer                                    | à géolocaliser                                  | Monument aux morts                                                 |
| Monument aux morts                                                 | À déterminer                                                | Montoir-de-Bretagne              | À déterminer | | À déterminer                                    | à géolocaliser                                  | Image manquante                                                    |
| Monument aux morts                                                 | À déterminer                                                | Montrelais                       | Dans le cimetière                                                                                                 | | À déterminer                                    | à géolocaliser                                  | Image manquante                                                    |
| Monument aux morts                                                 | À déterminer                                                | Mouais                           | Dans le cimetière                                                                                                 | | À déterminer                                    | à géolocaliser                                  | Image manquante                                                    |
| Monument aux morts                                                 | À déterminer                                                | Les Moutiers-en-Retz             | Sur la place de l'Église                                                                                          | | À déterminer                                    | à géolocaliser                                  | Image manquante                                                    |
| Monument aux morts                                                 | À déterminer                                                | Mouzeil                          | À déterminer | | À déterminer                                    | à géolocaliser                                  | Image manquante                                                    |
| Monument aux morts                                                 | À déterminer                                                | Mouzillon                        | Dans le cimetière                                                                                                 | | À déterminer                                    | à géolocaliser                                  | Image manquante                                                    |
|                                                                    |                                                             | Nantes                           | Voir la liste des œuvres publiques à Nantes                                                                       | Voir la liste des œuvres publiques à Nantes | Voir la liste des œuvres publiques à Nantes     | Voir la liste des œuvres publiques à Nantes     | Voir la liste des œuvres publiques à Nantes                        |
| La Délivrance                                                      | Émile Oscar Guillaume                                       | Nantes                           | Square de la Délivrance                                                                                           | | À déterminer                                    | 47° 12′ 40″ nord, 1° 31′ 25″ ouest              | La Délivrance                                                      |
| Monument aux 50-Otages                                             | Marcel Fradin et Jean Mazuet                                | Nantes                           | Esplanade des Cinq-communes-Compagnon-de-la-Libération                                                            | | À déterminer                                    | 47° 13′ 14″ nord, 1° 33′ 16″ ouest              | Monument aux 50 Otages, Nantes                                     |
| Monument commémoratif aux déportés et résistants                   | À déterminer                                                | Nantes                           | Champ de tir du Bèle, rue Claude-et-Simone-Millot                                                                 | | À déterminer                                    | 47° 15′ 38″ nord, 1° 30′ 45″ ouest              | Monument commémoratif aux Déportés et Résistants                   |
| Monument aux martyrs nantais et vendéens                           | À déterminer                                                | Nantes                           | 7 rue des Martyrs                                                                                                 | | À déterminer                                    | 47° 13′ 01″ nord, 1° 34′ 34″ ouest              | Monument aux martyrs nantais et vendéens                           |
| Monument aux morts de 1870-71                                      | Georges Bareau Charles Lebourg Louis Baralis Henri Allouard | Nantes                           | Cours Saint-Pierre                                                                                                | | 1897                                            | 47° 13′ 03″ nord, 1° 32′ 53″ ouest              | Monument aux morts de 1870-71 de Nantes                            |
| Monument aux morts de la guerre de 1914-1918                       | Camille Robida                                              | Nantes                           | Quai Ceineray | | À déterminer                                    | 47° 13′ 17″ nord, 1° 33′ 05″ ouest              | Monument aux morts de la Première Guerre mondiale                  |
| Monument aux morts de la guerre d'Algérie                          | Agence Roulleau Architectes                                 | Nantes                           | Sur la place Général-Sarrail                                                                                      | | À déterminer                                    | 47° 11′ 42″ nord, 1° 32′ 44″ ouest              | Image manquante                                                    |
| Monument aux morts                                                 | À déterminer                                                | Nort-sur-Erdre                   | Boulevard de la Liberté                                                                                           | | 1921                                            | 47° 26′ 23″ nord, 1° 29′ 47″ ouest              | Image manquante                                                    |
| Monument aux morts                                                 | À déterminer                                                | Notre-Dame-des-Landes            | Dans le cimetière                                                                                                 | | À déterminer                                    | 47° 23′ 07″ nord, 1° 42′ 45″ ouest              | Image manquante                                                    |
| Monument aux morts                                                 | À déterminer                                                | Noyal-sur-Brutz                  | À déterminer | | À déterminer                                    | à géolocaliser                                  | Image manquante                                                    |
| Monument aux morts                                                 | À déterminer                                                | Nozay                            | À déterminer | | 1923                                            | à géolocaliser                                  | Image manquante                                                    |
| Monument aux morts                                                 | À déterminer                                                | Orvault                          | À déterminer | | À déterminer                                    | à géolocaliser                                  | Image manquante                                                    |
| Poilu au repos (monument aux morts)                                | Copie d'après Étienne Camus                                 | Oudon                            | Intersection de la rue basse, de la rue de la vallée et de la rue Alphonse Fouschard (RD 323)                     | | À déterminer                                    | 47° 20′ 47″ nord, 1° 17′ 11″ ouest              | Monument aux morts d'Oudon                                         |
| Monument aux morts                                                 | À déterminer                                                | Paimbœuf                         | À déterminer | | À déterminer                                    | à géolocaliser                                  | Image manquante                                                    |
| Monument aux morts                                                 | À déterminer                                                | Le Pallet                        | Dans le cimetière                                                                                                 | | À déterminer                                    | à géolocaliser                                  | Image manquante                                                    |
| Monument aux morts                                                 | À déterminer                                                | Pannecé                          | Dans le cimetière                                                                                                 | | À déterminer                                    | à géolocaliser                                  | Image manquante                                                    |
| Monument aux morts                                                 | À déterminer                                                | Paulx                            | À déterminer | | À déterminer                                    | à géolocaliser                                  | Image manquante                                                    |
| Monument aux morts                                                 | À déterminer                                                | Le Pellerin                      | Dans le cimetière                                                                                                 | | À déterminer                                    | à géolocaliser                                  | Image manquante                                                    |
| Monument aux morts de 1870-71                                      | À déterminer                                                | Le Pellerin                      | Dans le cimetière                                                                                                 | | À déterminer                                    | à géolocaliser                                  | Image manquante                                                    |
| Poilu au repos (monument aux morts)                                | Copie d'après Étienne Camus                                 | Petit-Auverné                    | Intersection de la rue Sophie Trébuchet (RD 2) et de la rue du stade (RD 29), à côté de l'église                  | | À déterminer                                    | 47° 36′ 35″ nord, 1° 17′ 25″ ouest              | Image manquante                                                    |
| Monument aux morts                                                 | À déterminer                                                | Petit-Mars                       | Dans le cimetière                                                                                                 | | À déterminer                                    | à géolocaliser                                  | Image manquante                                                    |
| Monument aux morts                                                 | À déterminer                                                | Pierric                          | Dans le cimetière                                                                                                 | | À déterminer                                    | à géolocaliser                                  | Image manquante                                                    |
| Monument aux morts                                                 | À déterminer                                                | Le Pin                           | Dans le cimetière                                                                                                 | | À déterminer                                    | à géolocaliser                                  | Image manquante                                                    |
| Monument aux morts                                                 | À déterminer                                                | Piriac-sur-Mer                   | Dans le cimetière                                                                                                 | | À déterminer                                    | à géolocaliser                                  | Image manquante                                                    |
| Monument aux morts                                                 | À déterminer                                                | La Plaine-sur-Mer                | Sur la place Fort-Gentil                                                                                          | | À déterminer                                    | à géolocaliser                                  | Image manquante                                                    |
| Monument aux morts                                                 | À déterminer                                                | La Planche                       | Dans le cimetière                                                                                                 | | À déterminer                                    | 47° 01′ 10″ nord, 1° 26′ 20″ ouest              | Monument aux morts, La Planche                                     |
| Monument aux morts                                                 | À déterminer                                                | Plessé                           | Dans le cimetière                                                                                                 | | À déterminer                                    | 47° 32′ 23″ nord, 1° 53′ 15″ ouest              | Monument aux morts, Plessé                                         |
| Monument aux morts                                                 | À déterminer                                                | Pontchâteau                      | Sur la place de la Mairie                                                                                         | | À déterminer                                    | à géolocaliser                                  | Image manquante                                                    |
| Monument aux morts                                                 | À déterminer                                                | Pont-Saint-Martin                | Dans le cimetière                                                                                                 | | 1921                                            | à géolocaliser                                  | Image manquante                                                    |
| Monument aux morts                                                 | À déterminer                                                | Pornic                           | Dans le cimetière                                                                                                 | | À déterminer                                    | 47° 07′ 06″ nord, 2° 05′ 48″ ouest              | Monument aux morts, Pornic                                         |
| Monument aux morts du Clion-sur-Mer                                | À déterminer                                                | Pornic                           | Dans le cimetière du Clion-sur-Mer                                                                                | | À déterminer                                    | à géolocaliser                                  | Image manquante                                                    |
| Monument aux morts de Sainte-Marie-sur-Mer                         | À déterminer                                                | Pornic                           | Dans le cimetière de Sainte-Marie-sur-Mer                                                                         | | À déterminer                                    | à géolocaliser                                  | Image manquante                                                    |
| Monument aux morts                                                 | À déterminer                                                | Pornichet                        | À déterminer | | À déterminer                                    | à géolocaliser                                  | Image manquante                                                    |
| Monument aux morts                                                 | À déterminer                                                | Port-Saint-Père                  | Dans le cimetière                                                                                                 | | À déterminer                                    | à géolocaliser                                  | Image manquante                                                    |
| Monument aux morts                                                 | À déterminer                                                | Pouillé-les-Côteaux              | Dans le cimetière                                                                                                 | | À déterminer                                    | à géolocaliser                                  | Image manquante                                                    |
| Monument aux morts                                                 | À déterminer                                                | Le Pouliguen                     | Square Jean-Prié                                                                                                  | | À déterminer                                    | à géolocaliser                                  | Image manquante                                                    |
| Monument commémoratif                                              | À déterminer                                                | Préfailles                       | La Hutte | | À déterminer                                    | à géolocaliser                                  | Image manquante                                                    |
| Monument aux morts                                                 | À déterminer                                                | Préfailles                       | Dans le cimetière                                                                                                 | | À déterminer                                    | 47° 08′ 01″ nord, 2° 12′ 46″ ouest              | Monument aux morts, Préfailles                                     |
| Monument aux morts                                                 | À déterminer                                                | Prinquiau                        | À déterminer | | À déterminer                                    | à géolocaliser                                  | Image manquante                                                    |
| Monument aux morts                                                 | À déterminer                                                | Puceul                           | Dans le cimetière                                                                                                 | | À déterminer                                    | à géolocaliser                                  | Image manquante                                                    |
| Monument aux morts                                                 | À déterminer                                                | Quilly                           | À déterminer | | À déterminer                                    | à géolocaliser                                  | Image manquante                                                    |
| Monument aux morts                                                 | À déterminer                                                | La Regrippière                   | À déterminer | | À déterminer                                    | à géolocaliser                                  | Image manquante                                                    |
| Monument aux morts                                                 | À déterminer                                                | La Remaudière                    | Dans le cimetière                                                                                                 | | À déterminer                                    | à géolocaliser                                  | Image manquante                                                    |
| Monument aux morts                                                 | À déterminer                                                | Remouillé                        | À déterminer | | À déterminer                                    | à géolocaliser                                  | Image manquante                                                    |
| Monument aux morts                                                 | À déterminer                                                | Rezé                             | Sur la place Salengro                                                                                             | | À déterminer                                    | à géolocaliser                                  | Image manquante                                                    |
| Monument aux morts d'Afrique du Nord                               | À déterminer                                                | Rezé                             | Sur la place Sarail                                                                                               | | À déterminer                                    | à géolocaliser                                  | Image manquante                                                    |
| Monument aux morts du cimetière                                    | À déterminer                                                | Rezé                             | Dans le cimetière Saint-Pierre                                                                                    | | À déterminer                                    | à géolocaliser                                  | Image manquante                                                    |
| Monument aux morts                                                 | À déterminer                                                | Riaillé                          | À déterminer | | À déterminer                                    | à géolocaliser                                  | Image manquante                                                    |
| Monument aux morts                                                 | À déterminer                                                | La Roche-Blanche                 | Dans le cimetière                                                                                                 | | À déterminer                                    | à géolocaliser                                  | Image manquante                                                    |
| Monument aux morts                                                 | À déterminer                                                | Rouans                           | Dans le cimetière                                                                                                 | | À déterminer                                    | à géolocaliser                                  | Image manquante                                                    |
| Monument aux morts                                                 | À déterminer                                                | Rougé                            | À déterminer | | À déterminer                                    | à géolocaliser                                  | Image manquante                                                    |
| Monument aux morts                                                 | À déterminer                                                | Ruffigné                         | À déterminer | | À déterminer                                    | à géolocaliser                                  | Image manquante                                                    |
| Monument du maquis de Saffré                                       | À déterminer                                                | Saffré                           | À déterminer | | À déterminer                                    | 47° 29′ 51″ nord, 1° 31′ 02″ ouest              | Monument du maquis de Saffré                                       |
| Monument aux morts                                                 | À déterminer                                                | Saffré                           | Dans le cimetière                                                                                                 | | À déterminer                                    | à géolocaliser                                  | Image manquante                                                    |
| Monument aux morts                                                 | À déterminer                                                | Saint-Aignan-Grandlieu           | Dans le cimetière                                                                                                 | | À déterminer                                    | à géolocaliser                                  | Image manquante                                                    |
| Monument aux morts                                                 | À déterminer                                                | Saint-André-des-Eaux             | À déterminer | | À déterminer                                    | à géolocaliser                                  | Image manquante                                                    |
| Monument aux morts                                                 | À déterminer                                                | Saint-Aubin-des-Châteaux         | À déterminer | | À déterminer                                    | à géolocaliser                                  | Image manquante                                                    |
| Monument aux morts                                                 | À déterminer                                                | Saint-Brevin-les-Pins            | Dans le vieux cimetière                                                                                           | | À déterminer                                    | à géolocaliser                                  | Image manquante                                                    |
| Monument aux morts                                                 | À déterminer                                                | Saint-Colomban                   | Dans le cimetière                                                                                                 | | À déterminer                                    | à géolocaliser                                  | Image manquante                                                    |
| Monument aux morts de Saint-Émilien-de-Blain                       | À déterminer                                                | Saint-Émilien-de-Blain (Blain)   | Dans le cimetière                                                                                                 | | À déterminer                                    | à géolocaliser                                  | Image manquante                                                    |
| Monument aux morts                                                 | À déterminer                                                | Saint-Étienne-de-Mer-Morte       | Route de Paulx | | À déterminer                                    | à géolocaliser                                  | Image manquante                                                    |
| Monument aux morts                                                 | À déterminer                                                | Saint-Étienne-de-Montluc         | Sur la place Foch                                                                                                 | | 1921                                            | à géolocaliser                                  | Image manquante                                                    |
| Monument aux morts                                                 | À déterminer                                                | Saint-Fiacre-sur-Maine           | Dans le cimetière de Saint-Fiacre-sur-Maine                                                                       | | À déterminer                                    | à géolocaliser                                  | Image manquante                                                    |
| Monument aux morts                                                 | À déterminer                                                | Saint-Géréon                     | Dans le cimetière                                                                                                 | | À déterminer                                    | à géolocaliser                                  | Image manquante                                                    |
| Monument aux morts                                                 | À déterminer                                                | Saint-Gildas-des-Bois            | À déterminer | | À déterminer                                    | à géolocaliser                                  | Image manquante                                                    |
| Monument aux morts                                                 | À déterminer                                                | Saint-Herblain                   | À déterminer | | À déterminer                                    | à géolocaliser                                  | Image manquante                                                    |
| Monument aux morts                                                 | À déterminer                                                | Saint-Hilaire-de-Chaléons        | Dans le cimetière                                                                                                 | | À déterminer                                    | à géolocaliser                                  | Image manquante                                                    |
| Monument aux morts                                                 | À déterminer                                                | Saint-Hilaire-de-Clisson         | Dans le cimetière                                                                                                 | | À déterminer                                    | à géolocaliser                                  | Image manquante                                                    |
| Monument aux morts                                                 | À déterminer                                                | Saint-Jean-de-Boiseau            | Dans le cimetière                                                                                                 | | À déterminer                                    | à géolocaliser                                  | Image manquante                                                    |
| Poilu au repos (monument aux morts)                                | Copie d'après Étienne Camus                                 | Saint-Joachim                    | Au bord de la place Julien Saulnier, à l'intersection de la rue du 19 mars 1962 et de la rue Joliot-Curie (RD 50) | | À déterminer                                    | 47° 23′ 00″ nord, 2° 12′ 04″ ouest              | Monument aux morts de Saint-Joachim                                |
| Monument aux morts de la Première Guerre mondiale                  | À déterminer                                                | Saint-Julien-de-Concelles        | Dans le cimetière                                                                                                 | | À déterminer                                    | à géolocaliser                                  | Image manquante                                                    |
| Monument aux morts de la Seconde Guerre mondiale                   | À déterminer                                                | Saint-Julien-de-Concelles        | Dans le cimetière                                                                                                 | | À déterminer                                    | à géolocaliser                                  | Image manquante                                                    |
| Monument aux morts des territoires d'outre-mer                     | À déterminer                                                | Saint-Julien-de-Concelles        | À déterminer | | À déterminer                                    | à géolocaliser                                  | Image manquante                                                    |
| Monument aux morts                                                 | À déterminer                                                | Saint-Julien-de-Vouvantes        | Dans le cimetière                                                                                                 | | À déterminer                                    | à géolocaliser                                  | Image manquante                                                    |
| Monument aux morts                                                 | À déterminer                                                | Saint-Léger-les-Vignes           | Dans le cimetière                                                                                                 | | À déterminer                                    | à géolocaliser                                  | Image manquante                                                    |
| Monument aux morts                                                 | À déterminer                                                | Sainte-Luce-sur-Loire            | Sur la place Charles-de-Gaulle                                                                                    | | À déterminer                                    | à géolocaliser                                  | Image manquante                                                    |
| Monument aux morts                                                 | À déterminer                                                | Saint-Lumine-de-Clisson          | Dans le cimetière                                                                                                 | | À déterminer                                    | à géolocaliser                                  | Image manquante                                                    |
| Monument aux morts                                                 | À déterminer                                                | Saint-Lumine-de-Coutais          | À déterminer | | À déterminer                                    | à géolocaliser                                  | Image manquante                                                    |
| Monument aux morts de la Première Guerre mondiale                  | À déterminer                                                | Saint-Lyphard                    | Dans le cimetière                                                                                                 | | À déterminer                                    | à géolocaliser                                  | Image manquante                                                    |
| Monument aux morts                                                 | À déterminer                                                | Saint-Malo-de-Guersac            | Dans le cimetière                                                                                                 | | À déterminer                                    | à géolocaliser                                  | Image manquante                                                    |
| Monument aux morts                                                 | À déterminer                                                | Saint-Mars-de-Coutais            | Dans le cimetière                                                                                                 | | À déterminer                                    | à géolocaliser                                  | Image manquante                                                    |
| Monument commémoratif                                              | À déterminer                                                | Saint-Mars-du-Désert             | À déterminer | | À déterminer                                    | à géolocaliser                                  | Image manquante                                                    |
| Monument aux morts                                                 | À déterminer                                                | Saint-Mars-du-Désert             | À déterminer | | À déterminer                                    | à géolocaliser                                  | Image manquante                                                    |
| Monument aux morts                                                 | À déterminer                                                | Saint-Mars-la-Jaille             | Dans le cimetière                                                                                                 | | À déterminer                                    | à géolocaliser                                  | Image manquante                                                    |
| Monument aux morts                                                 | À déterminer                                                | Saint-Michel-Chef-Chef           | À déterminer | | À déterminer                                    | à géolocaliser                                  | Monument aux morts                                                 |
| Monument aux morts                                                 | À déterminer                                                | Saint-Molf                       | Dans le cimetière                                                                                                 | | À déterminer                                    | à géolocaliser                                  | Image manquante                                                    |
|                                                                    |                                                             | Saint-Nazaire                    | Voir la liste des œuvres d'art de Saint-Nazaire                                                                   | Voir la liste des œuvres d'art de Saint-Nazaire | Voir la liste des œuvres d'art de Saint-Nazaire | Voir la liste des œuvres d'art de Saint-Nazaire | Voir la liste des œuvres d'art de Saint-Nazaire                    |
| Monument américain                                                 | Gertrude Vanderbilt Whitney                                 | Saint-Nazaire                    | Plage du Grand-Traict                                                                                             | Détruit en 1941 durant la Seconde Guerre mondiale, reconstruit en 1989 | 1926                                            | 47° 16′ 05″ nord, 2° 12′ 50″ ouest              | Monument américain                                                 |
| Colombe de la paix                                                 | Jean-Paul Moscovino                                         | Saint-Nazaire                    | Boulevard du Président-Wilson                                                                                     | | 1995                                            | 47° 16′ 16″ nord, 2° 12′ 25″ ouest              | Image manquante                                                    |
| Monument commémoratif du H.M.S. Lancastria                         | À déterminer                                                | Saint-Nazaire                    | Sur la place du Commando                                                                                          | | À déterminer                                    | 47° 16′ 17″ nord, 2° 12′ 18″ ouest              | Image manquante                                                    |
| Monument aux morts de l'Immaculée                                  | À déterminer                                                | Saint-Nazaire                    | Rue Philibert-Delorme                                                                                             | | À déterminer                                    | 47° 16′ 58″ nord, 2° 15′ 41″ ouest              | Image manquante                                                    |
| Stèle des Martyrs                                                  | À déterminer                                                | Saint-Nazaire                    | À déterminer | | À déterminer                                    | 47° 16′ 23″ nord, 2° 12′ 44″ ouest              | Image manquante                                                    |
| Les Otages                                                         | Jules Paressant                                             | Saint-Nazaire                    | Devant l'école d'arts plastiques                                                                                  | | 1991                                            | 47° 16′ 21″ nord, 2° 12′ 43″ ouest              | Image manquante                                                    |
| Monument commémoratif du raid britannique de 1942                  | À déterminer                                                | Saint-Nazaire                    | Sur la place du Commando                                                                                          | | À déterminer                                    | 47° 16′ 17″ nord, 2° 12′ 18″ ouest              | Image manquante                                                    |
| Monument aux morts de Saint-Marc-sur-Mer                           | À déterminer                                                | Saint-Nazaire                    | Dans le cimetière                                                                                                 | | À déterminer                                    | 47° 14′ 29″ nord, 2° 16′ 49″ ouest              | Image manquante                                                    |
| Monument aux morts                                                 | À déterminer                                                | Saint-Nicolas-de-Redon           | Dans le cimetière de La Garenne                                                                                   | | À déterminer                                    | à géolocaliser                                  | Image manquante                                                    |
| Monument aux morts de Saint-Omer-de-Blain                          | À déterminer                                                | Saint-Omer-de-Blain (Blain)      | Dans le cimetière de Saint-Omer                                                                                   | | À déterminer                                    | à géolocaliser                                  | Image manquante                                                    |
| Monument aux morts                                                 | À déterminer                                                | Sainte-Pazanne                   | Dans le cimetière                                                                                                 | | À déterminer                                    | à géolocaliser                                  | Image manquante                                                    |
| Monument aux morts                                                 | À déterminer                                                | Saint-Père-en-Retz               | Dans le cimetière                                                                                                 | | À déterminer                                    | à géolocaliser                                  | Image manquante                                                    |
| Monument aux morts                                                 | À déterminer                                                | Saint-Philbert-de-Grand-Lieu     | À déterminer | | À déterminer                                    | à géolocaliser                                  | Image manquante                                                    |
| Monument aux morts                                                 | À déterminer                                                | Sainte-Reine-de-Bretagne         | À déterminer | | À déterminer                                    | à géolocaliser                                  | Image manquante                                                    |
| Monument commémoratif aviateurs français tombés le 21 juin 1940    | À déterminer                                                | Saint-Sébastien-sur-Loire        | Sur la place des Ailes                                                                                            | | À déterminer                                    | à géolocaliser                                  | Image manquante                                                    |
| Monument aux morts                                                 | À déterminer                                                | Saint-Sébastien-sur-Loire        | À déterminer | | À déterminer                                    | 47° 12′ 28″ nord, 1° 30′ 12″ ouest              | Monument aux morts, Saint-Sébastien-sur-Loire                      |
| Monument aux morts                                                 | À déterminer                                                | Saint-Sulpice-des-Landes         | Dans le cimetière                                                                                                 | | À déterminer                                    | à géolocaliser                                  | Image manquante                                                    |
| Monument aux morts                                                 | À déterminer                                                | Saint-Viaud                      | Dans le cimetière                                                                                                 | | À déterminer                                    | à géolocaliser                                  | Image manquante                                                    |
| Poilu au repos (monument aux morts)                                | Copie d'après Étienne Camus                                 | Saint-Vincent-des-Landes         | À déterminer | | À déterminer                                    | à géolocaliser                                  | Image manquante                                                    |
| Monument aux morts                                                 | À déterminer                                                | Sautron                          | Square des Anciens-Combattants                                                                                    | | À déterminer                                    | à géolocaliser                                  | Image manquante                                                    |
| Monument aux morts                                                 | À déterminer                                                | Savenay                          | Dans le cimetière                                                                                                 | | À déterminer                                    | à géolocaliser                                  | Image manquante                                                    |
| Monument commémoratif aux frères Le Gouvello de la Porte           | À déterminer                                                | Sévérac                          | Dans le cimetière                                                                                                 | | À déterminer                                    | à géolocaliser                                  | Image manquante                                                    |
| Monument aux morts                                                 | À déterminer                                                | Sévérac                          | Dans le cimetière                                                                                                 | | À déterminer                                    | à géolocaliser                                  | Image manquante                                                    |
| Monument aux morts                                                 | À déterminer                                                | Sion-les-Mines                   | Dans le cimetière                                                                                                 | | À déterminer                                    | à géolocaliser                                  | Image manquante                                                    |
| Monument de la Résistance                                          | À déterminer                                                | Sion-les-Mines                   | À déterminer | | À déterminer                                    | 47° 42′ 27″ nord, 1° 32′ 30″ ouest              | Monument de la Résistance, Sion-les-Mines                          |
| Monument aux morts                                                 | À déterminer                                                | Les Sorinières                   | Rue de l'Élan | | À déterminer                                    | à géolocaliser                                  | Image manquante                                                    |
| Monument aux morts                                                 | À déterminer                                                | Soudan                           | À déterminer | | À déterminer                                    | à géolocaliser                                  | Image manquante                                                    |
| Monument aux morts                                                 | À déterminer                                                | Soudan                           | À déterminer | | À déterminer                                    | à géolocaliser                                  | Image manquante                                                    |
| Monument aux morts                                                 | À déterminer                                                | Soulvache                        | À déterminer | | À déterminer                                    | à géolocaliser                                  | Image manquante                                                    |
| Poilu au repos (monument aux morts)                                | Copie d'après Étienne Camus                                 | Sucé-sur-Erdre                   | Près de l'église                                                                                                  | Érigé[Quand ?] contre l'église. | À déterminer                                    | à géolocaliser                                  | Image manquante                                                    |
| Monument aux morts                                                 | À déterminer                                                | Le Temple-de-Bretagne            | À déterminer | | À déterminer                                    | 47° 19′ 42″ nord, 1° 47′ 29″ ouest              | Monument aux morts, Le Temple-de-Bretagne                          |
| Monument aux morts                                                 | À déterminer                                                | Thouaré-sur-Loire                | Dans le cimetière                                                                                                 | | À déterminer                                    | à géolocaliser                                  | Image manquante                                                    |
| Monument aux morts                                                 | À déterminer                                                | Les Touches                      | À déterminer | | À déterminer                                    | à géolocaliser                                  | Image manquante                                                    |
| Monument aux morts                                                 | À déterminer                                                | Touvois                          | À déterminer | | À déterminer                                    | à géolocaliser                                  | Monument aux morts                                                 |
| Monument aux morts                                                 | À déterminer                                                | Trans-sur-Erdre                  | Dans le cimetière                                                                                                 | | À déterminer                                    | à géolocaliser                                  | Image manquante                                                    |
| Monument aux morts                                                 | À déterminer                                                | Treffieux                        | Sur la place de l'Église                                                                                          | | À déterminer                                    | à géolocaliser                                  | Image manquante                                                    |
| Monument aux morts                                                 | À déterminer                                                | Treillières                      | Dans le cimetière                                                                                                 | | À déterminer                                    | à géolocaliser                                  | Image manquante                                                    |
| Monument aux morts                                                 | À déterminer                                                | Trignac                          | À déterminer | | À déterminer                                    | à géolocaliser                                  | Image manquante                                                    |
| Monument aux morts                                                 | À déterminer                                                | Trignac                          | À déterminer | | À déterminer                                    | à géolocaliser                                  | Image manquante                                                    |
| Monument aux morts                                                 | À déterminer                                                | La Turballe                      | Trescalan | | À déterminer                                    | 47° 20′ 54″ nord, 2° 29′ 24″ ouest              | Monument aux morts, La Turballe                                    |
| Monument aux morts                                                 | À déterminer                                                | Vallet                           | Dans le cimetière                                                                                                 | | À déterminer                                    | à géolocaliser                                  | Image manquante                                                    |
| Monument aux morts de Saint-Herblon                                | À déterminer                                                | Vair-sur-Loire                   | Dans le cimetière de Saint-Herblon                                                                                | | À déterminer                                    | à géolocaliser                                  | Image manquante                                                    |
| Monument aux morts                                                 | À déterminer                                                | Vay                              | Dans le cimetière                                                                                                 | | À déterminer                                    | à géolocaliser                                  | Image manquante                                                    |
| Monument aux morts                                                 | À déterminer                                                | Vertou                           | Dans le cimetière                                                                                                 | | À déterminer                                    | à géolocaliser                                  | Image manquante                                                    |
| Monument aux morts                                                 | À déterminer                                                | Vieillevigne                     | Dans le cimetière                                                                                                 | | À déterminer                                    | à géolocaliser                                  | Image manquante                                                    |
| Poilu au repos (monument aux morts)                                | Copie d'après Étienne Camus                                 | Vigneux-de-Bretagne              | Dans le cimetière                                                                                                 | | 1922                                            | à géolocaliser                                  | Image manquante                                                    |
| Monument aux morts de Bourgneuf-en-Retz                            | À déterminer                                                | Villeneuve-en-Retz               | Dans le cimetière de Bourgneuf-en-Retz                                                                            | | À déterminer                                    | à géolocaliser                                  | Image manquante                                                    |
| Monument aux morts de Saint-Cyr-en-Retz                            | À déterminer                                                | Villeneuve-en-Retz               | Dans le cimetière de Saint-Cyr-en-Retz                                                                            | | À déterminer                                    | à géolocaliser                                  | Image manquante                                                    |
| Monument aux morts de Fresnay-en-Retz                              | À déterminer                                                | Villeneuve-en-Retz               | Dans le cimetière de Fresnay-en-Retz                                                                              | | À déterminer                                    | à géolocaliser                                  | Image manquante                                                    |
| Monument aux morts                                                 | À déterminer                                                | Vritz                            | Sur la place de l'Église                                                                                          | | À déterminer                                    | à géolocaliser                                  | Image manquante                                                    |
| Monument aux morts                                                 | À déterminer                                                | Vue                              | Dans le cimetière                                                                                                 | | À déterminer                                    | à géolocaliser                                  | Image manquante                                                    |